# 1727-й самоходно-артиллерийский полк

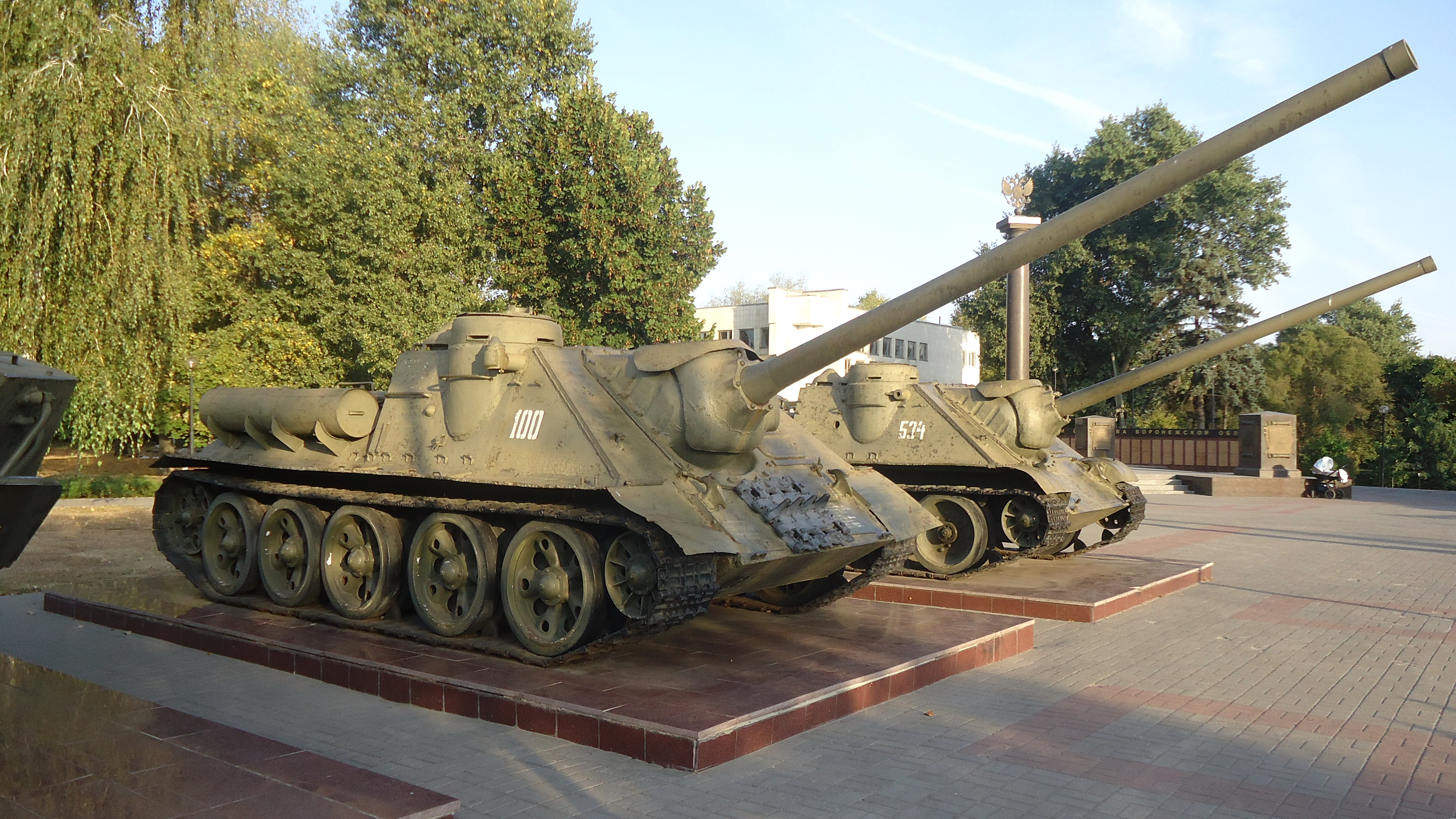
СУ-100

1727-й самоходно-артиллерийский орденов Александра Невского и Красной Звезды полк  — воинское формирование Вооружённых сил СССР в Великой Отечественной войне.

## История
Сформирован 3 января 1945 года на базе 740-го отдельного истребительно-противотанкового дивизиона в Московском военном округе. Находился в Резерве Ставки.
В марте 1945 года полк был включён в 6-й гвардейский механизированный корпус (в составе которого действовал до конца войны) 4-й танковой (с 17 марта 1945 года 4-й гвардейской танковой) армии 1-го Украинского фронта. 
В марте 1945 года участвовал в Сандомирско-Силезской, Нижне-Силезской и Верхне-Силезской наступательных операциях. 
С 15 по 30 марта полк в боях уничтожил танков Тигр - 2, Пантера (танк) - 7, бронетранспортёров - 13 и до 430 человек пехоты противника. особеноо полк отличился в боях южнее Гротткау и при взятии города Нейсе. За это полк представлен к правительственной награде ордену Красного Знамени, а командир полка Чувилёв И. Г. награждён орденом Александра Невского.

За проявленные в боях отвагу, мужество, высокую дисциплину и организованность личного состава полк был удостоен гвардейского звания (17 марта 1945 года) и преобразован в 424-й гвардейский самоходный артиллерийский полк.
. 
Завершил войну как 424-й гвардейский самоходно-артиллерийский Пражский орденов Богдана Хмельницкого, Александра Невского и Красной Звезды полк.

## Полное наименование
- 1727-й самоходно-артиллерийский орденов Александра Невского и Красной Звезды полк полк

## Подчинение
- 01.01.1945 Московский военный округ
- 01.02.1945 Московский военный округ
- 01.03.1945 Резерв Ставки
- 01.04.1945 6-й гвардейский механизированный корпус 1-й Украинский фронт[3].

## Состав
- Имел на вооружении - СУ-100[4].

## Командование
Командир полка
- на 07.04.1945 Иван Григорьевич, подполковник.

## Награды и наименования
| Награда                   | Дата       | За что получена |
| ------------------------- | ---------- | --- |
| Орден Красной Звезды      | 10.08.1944 | за образцовое выполнение заданий командования в боях с немецкими захватчиками, за овладение городом Львов и проявленные при этом доблесть и мужество (по преемственности от 740-го истребительно-противотанкового дивизиона) |
| Орден Александра Невского | 26.04.1945 | за образцовое выполнение заданий командования в боях при прорыве обороны немцев и разгроме войск противника юго-западнее Оппельн и проявленные при этом доблесть и мужество                                                  |